# Capcana lui Venus
Capcana lui Venus (în germană Die Venusfalle) este un film erotic german, produs în anul 1988 sub regia lui Robert van Ackeren. Yvonne Wussow (Viehöfer) a publicat romanul cu același nume după scenariul filmului.

## Intrigă
Medicul de 30 de ani Max,  lucrează la urgențe într-un spital din Berlin. El o cunoaște de mult pe frumoasa Coco (Sonja Kirchberger) cu care locuiește împreună. Coco, geloasă, caută să salveze relația lor amoroasă, pe când Max simte că are o libertate limitată. Într-o noapte Max se îndrăgostește de o persoană necunoscută, care l-a sunat la telefon. El va căuta mult acea persoană necunoscută, de a cărui voce s-a îndrăgostit. Într-o sală de biliard, Max o va cunoaște pe Marie, prietena lui Kurt. Max și Marie vor avea un accident cu mașina, după care ei vor avea o aventură amoroasă în ploaie. La un dineu organizat de Max și Coco, Marie și Max vor încerca să-i cupleze pe foștii lor amanți, Kurt și Coco.

## Personaje
- Horst-Günter Marx: Max
- Sonja Kirchberger: Coco
- Myriem Roussel: Marie
- Hanns Zischler: Kurt
- Rolf Zacher: Dr. Steiner
- Evelyn Rillé: Evelyn Rillé